# Raffinerie de Ras Lanouf
Le raffinerie de Ras Lanouf est une raffinerie de pétrole située à Ras Lanouf, en Libye. Elle est associée au sein d'un grand complexe pétrochimique à des usines de production d'éthylène et de polyéthylène ainsi qu'au port de Ras Lanouf. Jusqu'au 9 mars 2009, le complexe était exploité par la RASCO, une filiale de la National Oil Corporation (NOC). L'opérateur actuel est de la Libyan Emirates Oil Refining Company.

## Histoire
La raffinerie est mise en service au cours de l'année 1984,. En 2007, il est décidé d'étendre la raffinerie pour produire du benzène, du butadiène, et du MTBE. À cet effet, la NOC  conclu un contrat pour la création d'une coentreprise avec la Dow Chemical. En 2008, un contrat d'un montant de 2 milliards de dollars est conclu afin de mettre à niveau la raffinerie a été conclu,. Toutefois, en mars 2009, c'est un contrat entre la NOC et une filiale de Al Ghurair qui est signé pour former une coentreprise, la Libyan Emirates Oil Refining Company.

## Caractéristiques
La raffinerie possède une capacité de raffinage de 220 000 barils par jour (35 000 m3/j),. Elle produit du mazout, du gaz de pétrole, du naphta et du kérosène. Le complexe fabrique aussi des produits pétrochimiques à partir du naphta. Notamment grâce à une usine à éthylène d'une capacité de 1,2 million de tonnes par an.